# Geologie Naurus
Die Geologie Naurus beschränkt sich auf einen aufgetauchten Seamount eozänen/oligozänen Alters, der im südlichen Nauru-Becken der Ozeanischen Kruste des westlichen Pazifiks aufsitzt. Seine Spitze wird von einem pliozänen Korallenriff abgedeckt. Die Insel war für ihre einst sehr reichen Phosphatbestände (Nauruit) bekannt, die aber mittlerweile so gut wie erschöpft sind.

## Beschreibung

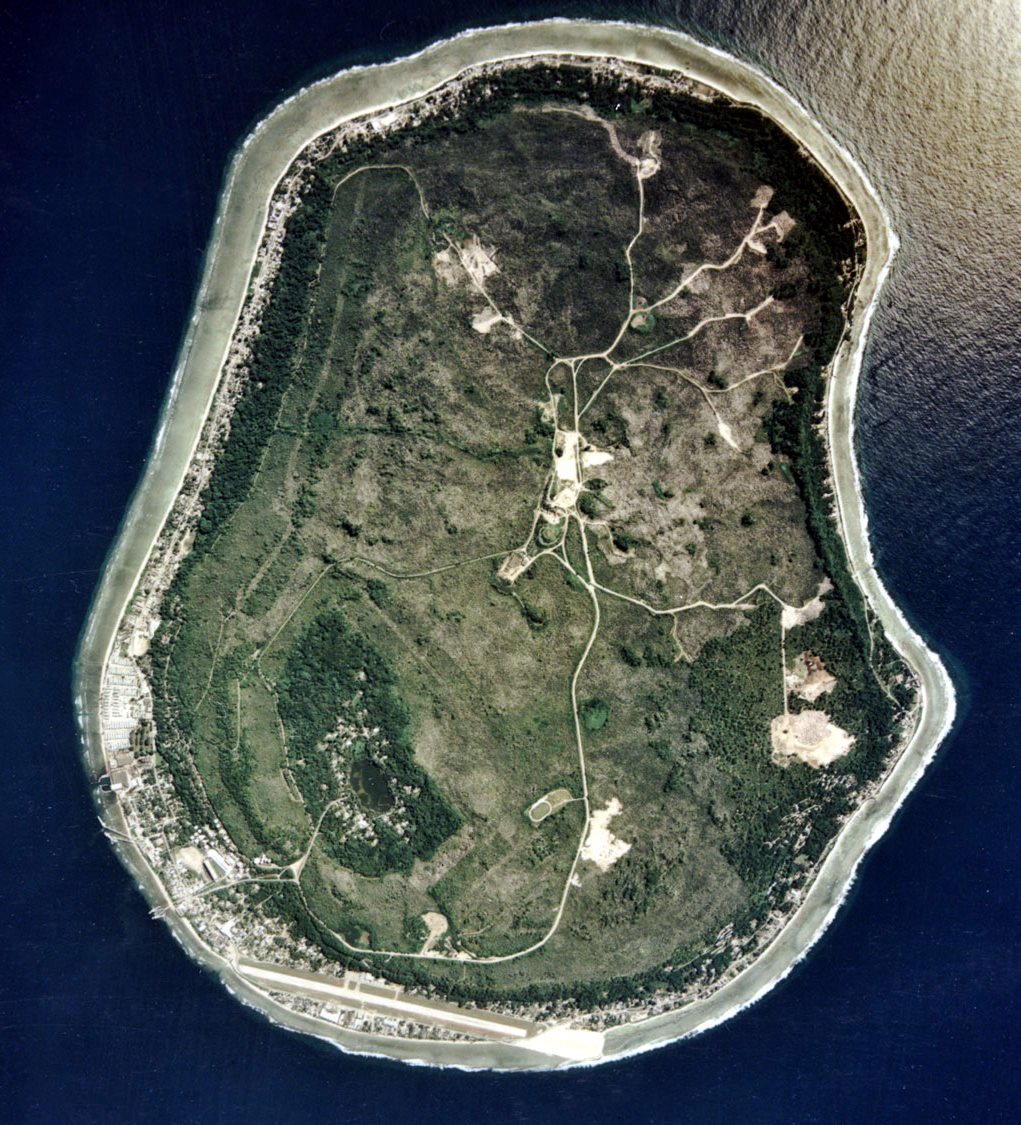
Satellitenbild von Nauru. Gut zu erkennen die bogenförmige Anibare Bay im Osten. Der dunkle Fleck im Südwesten ist die Buada -Lagune.

Der an der Oberfläche ovale, kartoffelförmige, nach Nordost ausgelängte Seamount (6 Kilometer Länge und 4,5 Kilometer maximale Breite) mit einer aufgetauchten Oberfläche von 21 Quadratkilometer und einer Küstenlänge von 30 Kilometer ist ein ehemaliger erloschener Submariner Vulkan, der sich bei etwa 4300 Meter Meerestiefe vom Ozeanboden des südlichen Nauru-Beckens erhebt. Er ist somit Teil der Pazifischen Platte und liegt etwa 56 Kilometer südlich des Äquators. Die Pazifische Platte bewegt sich an dieser Stelle mit einer Geschwindigkeit von 104 Millimeter pro Jahr nach Nordwesten.
Der Seamount fällt anfangs unter einem Winkel von 45° bis zu einer Tiefe von 500 Meter ein, verflacht aber anschließend auf 34 bis 31° (die 3000 Meter Isobathe liegt bereits 8 Kilometer von der Insel entfernt), um dann zum Becken hin allmählich auszulaufen. Eine 60 Meter hohe untermeerische Geländekante umgürtet die Insel nahezu vollständig in 350 Meter Entfernung, ihre Wassertiefe liegt zwischen 120 und 180 Meter. Eine zweite, ebenfalls küstenparallele, 80 Meter hohe Kante folgt in 300 Meter Wassertiefe, insbesondere im Süden und Nordosten der Insel. Von ihr gehen zahlreiche Rillen aus.
An seiner Spitze trägt der Seamount neben dem pliozänen Riffkern ein modernes, lebendes, bei Ebbe sichtbares, pleistozänes/holozänes Saumriff (Englisch fringing reef). Nur kleinere Durchlässe durchbrechen das 150 bis 250 Meter breite Saumriff, dessen intertidale Oberfläche bis hinab zur 200 Meter Isobathe 7,4 Quadratkilometer beträgt. Hinter dem Strand erhebt sich meist ein Strandwall und es folgt landeinwärts ein 150 bis 300 Meter breiter, flacher, mit Sand oder grobem Alluvium bedeckter Küstenstreifen (Englisch Bottomside) auf 0 bis 10 Meter Meerhöhe, der recht fruchtbar ist. Die Küstenterrasse ist holozänen Ursprungs. Sie schließt meist mit einer markanten, bis zu 30 Meter hohen Geländekante gegen das Inselinnere (Englisch Topside). Hier erscheint das ursprüngliche, bis durchschnittlich 500 Meter mächtige Riff, das bis auf 2000 Meter Meerestiefe herabreichen kann und an seinem höchsten Punkt am Command Ridge im Südwesten der Insel jetzt 71 Meter Höhe erreicht. Es wurde mit 5 bis 0,3 Millionen Jahre datiert (Pliozän bis Pleistozän). Sein Riffkalk wurde vom Meerwasser unter Zufuhr von Magnesium dolomitisiert.

## Massenbewegungen und Tektonik
Die Anibare Bay im Osten der Insel entstand durch einen riesigen, nach Südosten gerichteten  Erdrutsch im radialsymmetrischen Vulkangebäude, der einen konkaven Bogen in der Strandlinie zurückließ. Der Abriss erfolgte in 250 Meter Wassertiefe canyonartig über eine leicht bogenförmige Bodenfläche, die bis zu 2500 Meter an Breite erreicht. Die Seiten des bis zu 400 Meter tiefen, in Nordwest-Südost-Richtung verlaufenden Canyons sind mit 80° sehr steil. Eine weitere, jedoch wesentlich schwächer ausgebildete Abrisskante mit dazugehörigem, relativ flachgründigen Canyon liegt auf der gegenüberliegenden Seite der Anibare Bay im Nordwestsektor.
Auch andere Massenbewegungen geringeren Ausmaßes haben am Seamount stattgefunden, erkennbar an eingeschnittenen Rillen, insbesondere im Nordosten und Südosten, sowie an mehreren Sedimentwülsten im tieferen Bereich.
Weitere bogenförmige, mehr oder weniger küstenparallele Brüche sind auf Luftbildern im Südwesten und Nordwesten der Insel zu erkennen. Geradlinige Brüche durchziehen die Insel von Nordwest nach Südost mit Versatzbeträgen im Meterbereich, zu sehen in den Karrenfeldern im Inselinneren.
Als Auslöser der Massenbewegungen wird die Heraushebung des ursprünglichen Riffs angesehen, welche mit Verkarstung und der Anlage von Bruchsystemen einherging. Der genaue Zeitpunkt konnte bisher noch nicht eindeutig festgemacht werden, dürfte aber im Pleistozän liegen (< 1,6 Millionen Jahre).
Der Nauru-Seamount stellt somit ein Tsunamirisiko dar, da sich vergleichbare Massenbewegungen durchaus wiederholen können.

## Eustatische Bewegungen

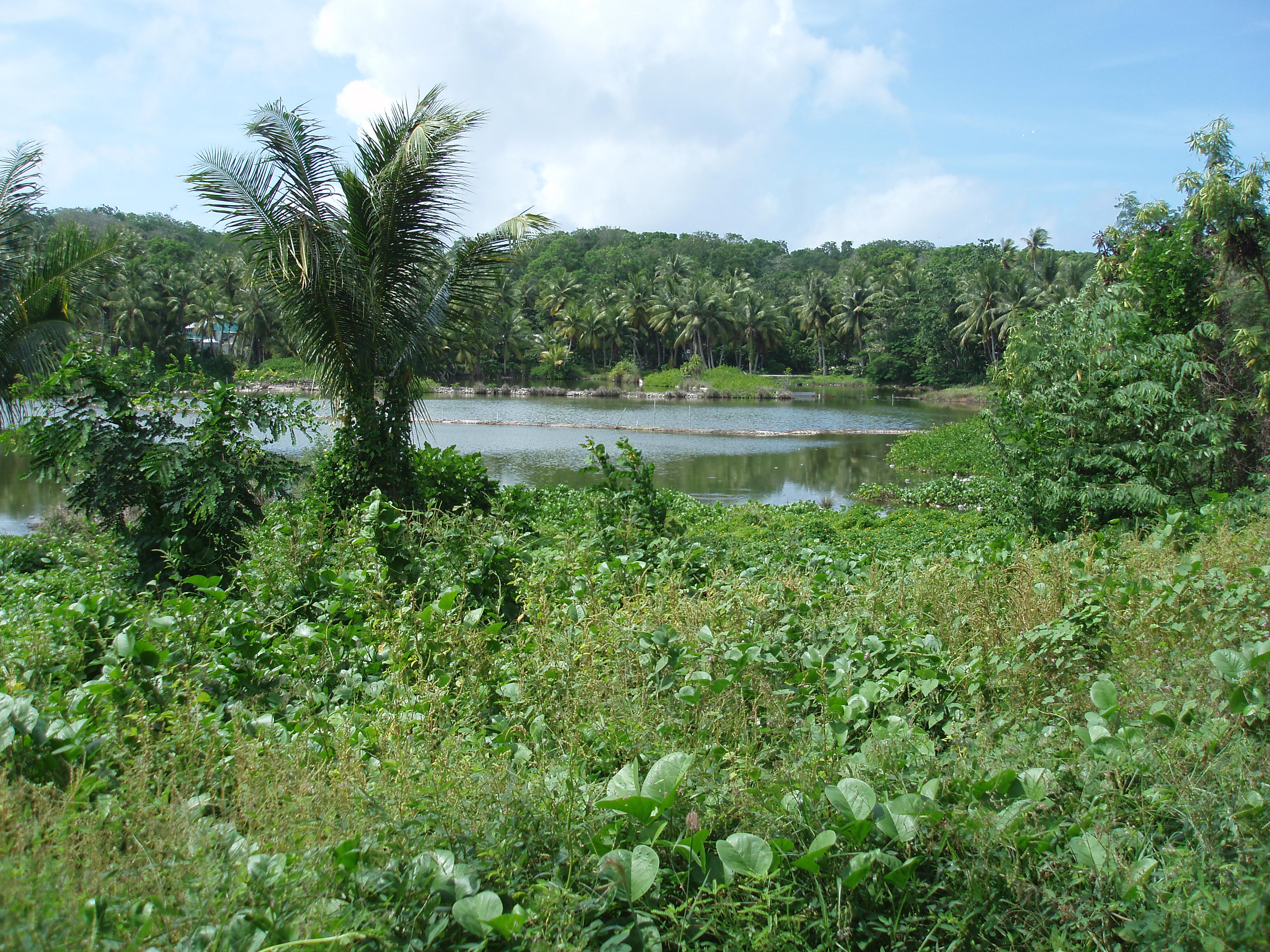
Die Buada-Lagune

Die Spitze des Nauru-Seamounts lag im Paläogen noch 60 Meter unter dem heutigen Meeresspiegel. Während des Miozäns wurde der Seamount mit seiner 500 Meter mächtigen Riffkappe um rund 70 Meter angehoben. Die Folge waren Erosion und Verkarstung des Riffs unter Bildung von bis zu 20 Meter hohen Kalksteinsäulen. Der Riffkalk wurde bis zu einer Tiefe von 55 Meter unter dem Meeresspiegel von der Erosion betroffen, neben den Kalksäulen entstanden kleine Höhlen und Dolinen im Gestein. Zur Verkarstung trug wahrscheinlich auch die letzte Eiszeit bei, da der Meeresspiegel vor 15.000 Jahren um rund 100 Meter tiefer gelegen hatte. Danach wurde das Atoll erneut überflutet und mittels Kalklösung und Verstürzen entstand eine Seichtwasserlagune – die leicht brackische, durchschnittlich 1 bis 2 Meter tiefe Buada-Lagune.
Zementierte Sturmablagerungen auf der Kalkterrasse konnten mit 2730 ± 60 Jahren BP datiert werden. Sie zeigen deutlich den erneuten Meeresspiegelanstieg während des Holozäns, welcher somit für die letztliche Ausgestaltung der Terrasse verantwortlich war.
Die Lagune sitzt in einer unterhalb von 25 Meter gelegenen Geländevertiefung. Sie wird umringt von Hochlagen über 50 Meter, die wahrscheinlich den Verlauf des ehemaligen Atollrands nachzeichnen. Eine kleinere, jetzt trockenliegende Lagune liegt im Norden bei Ewa. Brackwassertümpel finden sich am Fuß der Geländestufe im Nordosten bei Ijuw und Anabar. In den Moqua Caves im Südosten der Insel gibt es sogar einen unterirdischen See, den Moqua Well.
Erst die ab dem Pleistozän (ab 1,6 Millionen Jahren) erfolgende Hebung erreichte schließlich die heutige Endhöhe von 71 Meter. Es wird vermutet, dass diese letzte Hebung wie auch auf Banaba auf eine Deformation der Pazifischen Platte zurückzuführen ist, welche durch Kollisionen am Ontong-Java-Plateau ausgelöst wurde.

### Meeresspiegelanstieg
Auch Nauru ist von einem Meeresspiegelanstieg bedroht, da der Großteil seiner Bevölkerung in Küstennähe lebt. Der Anstieg war im Zeitraum 1993 bis 2009 mit 4,4 Millimeter/Jahr deutlich höher als der globale Durchschnittswert von 3,2 Millimeter/Jahr.  Ein sehr starker El Niño in den Jahren 1998 und 1999 konnte den Anstieg sogar zeitweise aufhalten.

## Geologischer Überblick
Das generell zwischen 4000 und 5000 Meter Meerestiefe liegende Nauru-Becken (5177 Meter Wassertiefe im Norden, 4110 Meter im Zentrum und 4430 Meter im Süden) wird als Magmatische Großprovinz angesehen. Es zeichnet sich durch bedeutende, untermeerisch ausgetretene Flutbasalte und intrudierte Lagergänge aus, welche zusammen bis zu 5500 Meter an Mächtigkeit erlangen können (2230 Meter Mächtigkeit im Norden, 5464 Meter im Zentrum und 4288 Meter im Süden). Darüber legten sich rund 550 Meter an Tiefsesedimenten – im Liegenden 115 Meter an Vulkaniklastika und zeolithischen Tonsteinen, gefolgt von 150 Meter an Chert, Kreidekalken und Kalken sowie im Hangenden 300 Meter an Kalk- und Radiolarienschlämmen und Kreidekalken.
Die Oberfläche des Nauru-Beckens beträgt 800.000 Quadratkilometer bei einer Nord-Süd-Erstreckung von 1000 Kilometer und einer Ost-West-Erstreckung von 800 Kilometer. Die bisher noch nicht erbohrte unterlagernde ozeanische Kruste entstand an der Grenze Oberjura/Unterkreide. Im Norden des Beckens ist die ozeanische Kruste 155 Millionen Jahre alt (Magnetische Anomalie M 26 der Grenze Oxfordium/Kimmeridgium), verjüngt sich aber zum Südrand auf 140 Millionen Jahre (Magnetische Anomalie M 14 der Grenze Berriasium/Valanginium).
Die MORB ähnlichen Flutbasalte stehen in genetischem Zusammenhang mit den benachbarten Flutbasalten des riesigen Ontong-Java-Plateaus, die während des Aptiums gegen 120 Millionen Jahre entstanden waren. Sie sind aber keine absolut reinen MORB, sondern weisen geochemische Abweichungen hin zu Ozeaninselbasalten (Englisch ocean island basalt oder OIB) auf.  Das Ontong-Java-Plateau ist mit 2000 bis 3000 Meter Wassertiefe wesentlich flacher und umgürtet das Nauru-Becken im Süden und Westen. Im Osten und Norden wird das Nauru-Becken von der Seamountkette der Marshall- und Gilbertinseln (Marshall-Gilbert-Seamount-Chain) begrenzt.
Der Nauru-Seamount hat ebenfalls basaltische Zusammensetzung und entstand vor 35 bis 27  Millionen Jahren (oberes Eozän, Priabonium bis Oligozän, Chattium). Er sitzt sehr wahrscheinlich einem Hotspot auf, der seinerseits im Zusammenhang mit einem bedeutenden Umbau in der Konfiguration der Pazifischen Platte – zu erkennen am auffälligen Knick im Verlauf der Hawaii-Emperor-Kette – vor 43 bis 42 Millionen Jahren im mittleren Eozän (Lutetium) aufgedrungen war. Möglicherweise handelt es sich hierbei um den Samoa-Hotspot.
Der Nauru-Seamount liegt isoliert im Südteil des hier rund 4300 Meter tiefen Nauru-Beckens, direkt auf der ostnordost-streichenden magnetischen Anomalie M 14, die zwischen 136 und 140 Millionen Jahre alt ist (Grenze Berriasium/Valanginium) und somit das Alter der auch hier verborgenen ozeanischen Kruste anzeigt. Nach Südosten zum jäh ansteigenden Ostsporn des Ontong-Java-Plateaus sind es etwa 300 Kilometer. Nächster benachbarter Seamount ist neben mehreren kleineren Seamounts im Südwesten das 290 Kilometer entfernte Banaba auf M 13, das in ostsüdöstlicher Richtung liegt und eine recht ähnliche Entstehungsgeschichte teilt.

## Phosphatabbau

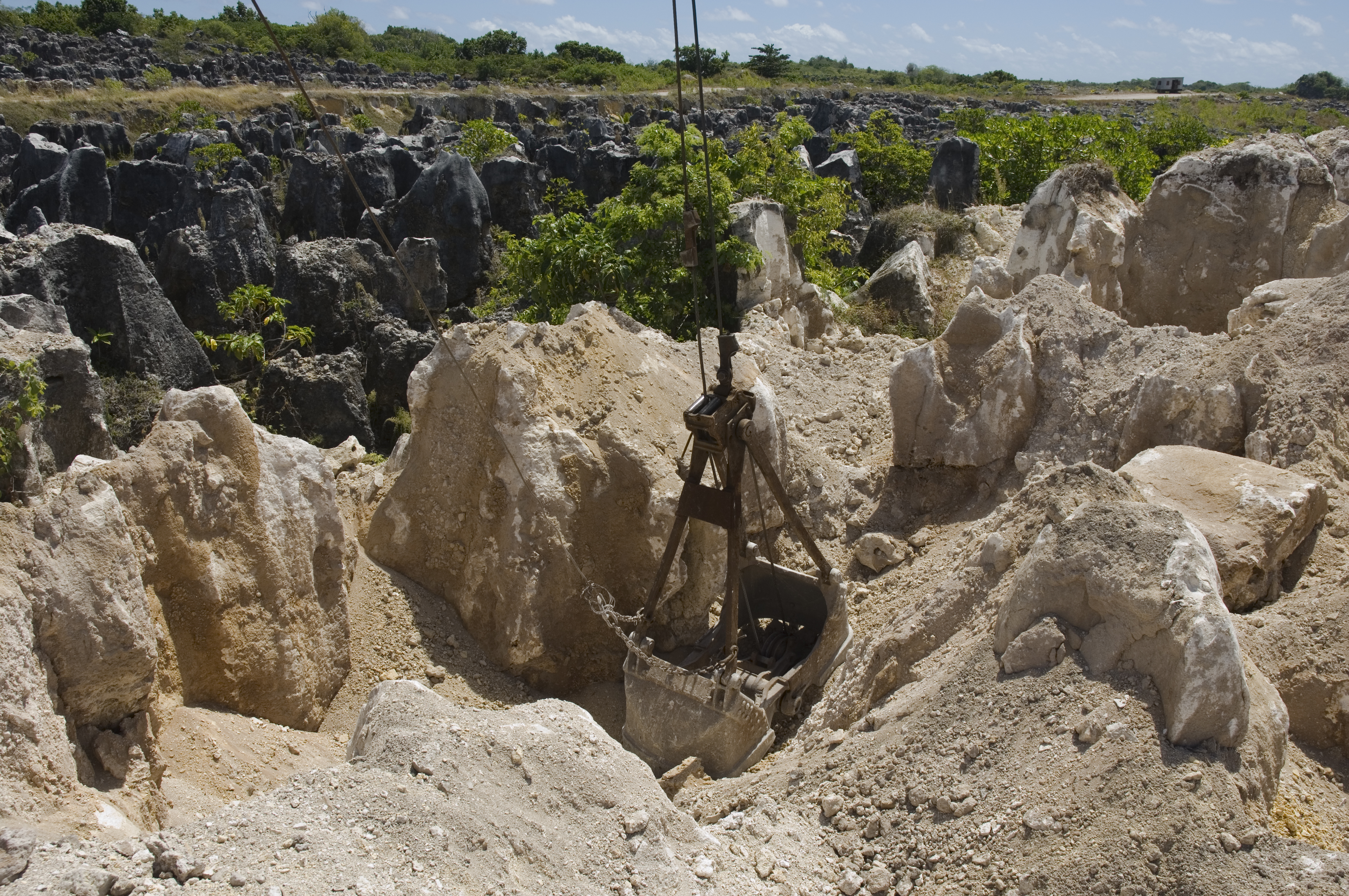
Die Auswirkungen des Phosphatabbaus auf das einstige Korallenriff

Zusammen mit Banaba und Makatea ist Nauru eine der drei großen Phosphatinseln des Pazifiks. Seit ihrem Auftauchen vor zirka 300.000 Jahren wurde die Insel von Seevögeln als Nist- und Brutplatz genutzt. In Vertiefungen sammelte sich ihr phosphatreicher Guano, stellenweise mehrere Meter dick. Da die Vorkommen, die ursprünglich auf 90 Millionen Tonnen geschätzt worden waren, an der Oberfläche des Riffs lagen, konnten sie im Tagebau gewonnen werden. Mittlerweile (2011) sind die Vorkommen so gut wie erschöpft, Restvorräte sind noch vorhanden, jedoch ökonomisch nicht mehr abbauwürdig.
Der Tagebau hat insbesondere durch die Abtragung der Bodenschicht und Entfernung der angestammten Vegetation große Umweltschäden hinterlassen, rund 80 % der Landoberfläche der Insel wurden in eine bizarre Mondlandschaft verwandelt (bis zu 15 Meter tiefe Karrenfelder) und sind so gut wie verwüstet.  Auch die Meereslebewelt in der ausschließlichen Wirtschaftszone Naurus wurde durch den Phosphatabbau schwer in Mitleidenschaft gezogen. Schätzungsweise wurden rund 40 % der marinen Organismen durch den Eintrag von Silt und phosphathaltigen Abwässern zerstört.